# Die Schaukel (Film)
Die Schaukel ist ein deutscher Spielfilm aus dem Jahre 1983 von Percy Adlon. Die literarische Vorlage lieferte die Autobiografin Annette Kolb.

## Handlung
Die Schaukel, das steht sinnbildlich für das „Auf und nieder einer deutsch-französischen Familie“, wie Regisseur Adlon seine biografische Familienchronik nennt, die im München des Jahres 1889 ihren Anfang nimmt. Zugereiste sind sie, die Angehörigen der Familie Lautenschlag, die es in die bayerische Metropole zieht. Der bodenständige Vater Lautenschlag bringt es zum Königlich-bayerischen Hofgärtner. Seine Gattin ist ganz anders gepolt, eine temperamentvolle, feingeistige Französin, mit der er eine gemeinsame Tochter namens Gervaise hat, eine quirlige, energiegeladene junge Frau, die es als Schauspielerin zum Theater zieht. 
Die zweite Tochter heißt Hespera und fällt dadurch auf, dass sie nicht auffällt, denn sie ist ein sehr leises und ruhiges Wesen. Schließlich gibt es noch Otto, den einzigen Sohn der Familie, der zum großen Unglück des Vaters stottert. Zuletzt kam das Nesthäkchen Annette auf die Welt, ein eher burschikoses Mädchen, die von allen aus unerfindlichen Gründen zumeist „Mathias“ genannt wird und aus deren Sicht die Familiengeschichte dargeboten wird. Persönliche und private Höhen werden dabei ebenso wenig ausgelassen wie die Tiefen, die in so manchem Desaster münden. Die Lautenschlags müssen sehr mit dem Geld rechnen, pflegen dennoch ein auf Kultur und Bildung ausgerichtetes Leben und unternehmen häufig Ausflüge ins Umland.

## Produktionsnotizen
Die Schaukel entstand in München und wurde auch dort am 14. Oktober 1983 im Odyssee-Kino uraufgeführt. Am 31. Oktober 1986 erfolgte im Bayerischen Rundfunk die deutsche Fernsehpremiere.
Die Filmbauten gestaltete Heidi Lüdi, die Kostüme entwarf Regine Bätz. Theo Nischwitz zeichnete für die Spezialeffekte verantwortlich.

## Rezeption
In der Fachzeitschrift Cinema war zu lesen: „Percy Adlon hält normalerweise nichts von Literaturverfilmungen, aber der München-Roman von Annette Kolb hat es ihm angetan, weil er sich selbst in ihm wieder erkannte.“
Im Lexikon des Internationalen Films heißt es: „Spröde, märchenhaft verfremdete Milieugeschichte mit schwach konstruierter sozialer Anklage, die eher an den Rändern durch die ironisch-romantische Erzählweise mit interessanten Beobachtungen subtile menschliche und auch formale Qualitäten gewinnt.“